# SS Ionic (1903)
El SS Ionic fue un transatlántico de la White Star Line construido en 1902 por Harland and Wolff. Fue el segundo barco de la compañía en llevar el nombre Ionic. Sus barcos gemelos eran el SS Athenic y el SS Corinthic. Su ruta era Reino Unido-Nueva Zelanda.

## Historia
El Ionic fue originalmente construido para transportar carne refrigerada y pasajeros del Reino Unido a Nueva Zelanda. Partió en su viaje inaugural de Londres a Wellington a través de la Ciudad del Cabo el 16 de enero de 1903. El Ionic fue el primer barco de esta ruta en contar con la tecnología inalámbrica de telegrafía de Marconi Company. Contaba con una chimenea, cuatro cubiertas de pasajeros y cuatro mástiles. Fue equipado con luz eléctrica y contaba con una hermosa cubierta de paseo abierta. En 1914, al comienzo de la Primera Guerra Mundial, el Ionic fue requisado para transportar tropas para la Fuerza Expedicionaria de Nueva Zelanda y en 1915 estuvo a punto de ser torpedeado. En 1929 sólo transportaba pasajeros de clase cabina y tercera clase.
En 1934, después de la fusión de la White Star Line y la Cunard Line, el Ionic fue vendido a la Shaw, Savill & Albion Line. El Ionic mantuvo su nombre pero su prefijo "SS" fue cambiado a "RMS". El RMS Ionic fue desguazado dos años después en Osaka (Japón) en 1936.